# Berles-au-Bois
Berles-au-Bois è un comune francese di 512 abitanti situato nel dipartimento del Passo di Calais nella regione dell'Alta Francia.
Il territorio comunale è bagnato dalle acque del fiume Crinchon.

## Società

### Evoluzione demografica
Abitanti censiti